# O, Yeah! The Ultimate Aerosmith Hits
O, Yeah! The Ultimate Aerosmith Hits kompilacijski je album američke hard rock skupine Aerosmith, objavljen u srpnju 2002. godine.
Na kompilaciji se nalaze 28 najboljih hitova izdanih na albumima u periodu od 1972. do 2002.g., a koje su objavili diskografske kuće "Columbia Records" i "Geffen Records". Također sadrži i dvije nove skladbe "Girls of Summer" i "Lay it Down", kao i nekoliko bonus skladbi.
O, Yeah!, postiže nakladu duplo-platinastog albuma. Omot albuma sastoji se od Aerosmithovog loga koji stoji u uglu omota i slika iz njihove glazbene karijere.

## Popis pjesama
Disk 1
1. "Mama Kin" (Tyler), s albuma Aerosmith – 4:26
2. "Dream On" (Tyler), s albuma Aerosmith – 4:25
3. "Same Old Song and Dance" (Perry, Tyler), s albuma Get Your Wings – 3:53
4. "Seasons of Wither" (Tyler), s albuma Get Your Wings – 5:25
5. "Walk This Way" (Perry, Tyler), s albuma Toys in the Attic – 3:39
6. "Big Ten Inch Record" (Weismantel), s albuma Toys in the Attic – 2:14
7. "Sweet Emotion" (Hamilton, Tyler), s albuma Toys in the Attic – 4:35
8. "Last Child" (Tyler, Whitford), s albuma Rocks – 3:21
9. "Back in the Saddle" (Perry, Tyler), s albuma Rocks – 4:40
10. "Draw the Line" (Perry, Tyler), s albuma Draw the Line - 3:44
11. "Dude (Looks Like a Lady)" (Child, Perry, Tyler), s albuma Permanent Vacation – 4:23
12. "Angel" (Child, Tyler), s albuma Permanent Vacation – 5:07
13. "Rag Doll" (Knight, Perry, Tyler, Vallance), s albuma Permanent Vacation – 4:24
14. "Janie's Got a Gun" (Hamilton, Tyler), s albuma Pump – 5:28
15. "Love in an Elevator" (Perry, Tyler), s albuma Pump – 5:23
16. "What it Takes" (Child, Perry, Tyler), s albuma Pump – 5:12

Disk 2
1. "The Other Side" (Dozier, Holland, Holland, Tyler, Vallance), s albuma Pump – 4:06
2. "Livin' on the Edge" (Hudson, Perry, Tyler), s albuma Get a Grip – 6:21
3. "Cryin'" (Perry, Rhodes, Tyler), s albuma Get A Grip – 5:08
4. "Amazing"  (Supa, Tyler), s albuma Get A Grip – 5:55
5. "Deuces Are Wild" (Tyler, Vallance), s albuma Big Ones – 3:36
6. "Crazy" (Child, Perry, Tyler), s albuma Get A Grip – 5:17
7. "Falling in Love (Is Hard on the Knees)" (Ballard, Perry, Tyler), s albuma Nine Lives – 3:28
8. "Pink [The South Beach Mix]" (Ballard, Supa, Tyler), s albuma Nine Lives – 3:54
9. "I Don't Want to Miss a Thing" iz filma Armageddon) (Warren) – 4:59
10. "Jaded" (Tyler, Frederiksen), s albuma Just Push Play – 3:35
11. "Just Push Play" [radio remix] (Dudas, Hudson, Tyler), s albuma Just Push Play – 3:12
12. "Walk This Way" [with Run-D.M.C.] (Perry, Tyler), s albuma Raising Hell od Run-D.M.C. – 5:11
13. "Girls of Summer" (Frederiksen, Perry, Tyler) – 3:15
14. "Lay It Down" (DeGrate, Frederiksen, Perry, Tyler) – 3:50
15. "Come Together" [*] (John Lennon, Paul McCartney) – 3:45
16. "Theme From Spider Man" [*] (Harris, Webster) – 2:57
17. "Toys in the Attic" [*] (Perry, Tyler) – 3:05

## Osoblje
Aerosmith
- Tom Hamilton - bas-gitara
- Joey Kramer - udaraljke, bubnjevi
- Joe Perry - gitara, prateći vokali
- Steven Tyler - usna harmonika, udaraljke, piannio, klavijature, prvi vokal
- Brad Whitford - gitara

Ostalo osoblje
- Producent: Aerosmith, Glen Ballard, Adrian Barber, Ray Colcord, Jack Douglas, Bruce Fairbairn, Marti Frederiksen, Mark Hudson, Jason Mizell, Joe Perry, Rick Rubin, Matt Serletic, Russell Simmons, Steven Tyler
- Producent mixsa: Don DeVito
- Mix: Glen Ballard, Bob Clearmountain, Chris Fogel, Michael Fraser, Marti Frederiksen, Mark Hudson, Brendan O'Brien, Joe Perry, Mike Shipley, David Thoener, Steven Tyler
- Remix: Marti Frederiksen, Steven Tyler
- Mastering: David Donnelly
- Aranžer: Matt Serletic
- Glazbeni asistent: John Bionelli
- Tehničar instrumenata: Jim Survis
- Art direkcija: Sean Evans
- Koordinator: Leslie Langlo
- Fotografija: Ross Halfin
- Logo: Will Kennedy

## Top ljestvica
Album - Billboard (Sjeverna Amerika)
| Godina | Top ljestvica          | Pozicija |
| ------ | ---------------------- | -------- |
| 2002.  | The Billboard 200      | #4       |
| 2002.  | The Official UK Charts | #6       |

Singlovi - Billboard (Sjeverna Amerika)
| Godina | Singl             | Top ljestvica          | Pozicija |
| ------ | ----------------- | ---------------------- | -------- |
| 2002.  | "Girls of Summer" | Mainstream Rock Tracks | #25      |

## Certifikat
| Organizacija | Naklada       | Datum             |
| ------------ | ------------- | ----------------- |
| RIAA - SAD   | Zlatni        | 7. kolovoza 2002. |
| RIAA - SAD   | Platinasti    | 7. kolovoza 2002. |
| RIAA - SAD   | 2x Platinasti | 7. siječnja 2005. |

## Vanjske poveznice
- O, Yeah! - MusicBrainz
- discogs.com - Aerosmith - O, Yeah! Ultimate Aerosmith Hits